# Vimpelstjärtad änka
Vimpelstjärtad änka (Vidua regia) är en fågel i familjen änkor inom ordningen tättingar.

## Utbredning och systematik
Fågeln förekommer från södra Angola till Namibia, Zambia, Botswana, södra Moçambique och KwaZulu-Natal i Sydafrika. Den behandlas som monotypisk, det vill säga att den inte delas in i några underarter.

## Status
Arten har ett stort utbredningsområde och beståndet anses stabilt. Internationella naturvårdsunionen IUCN listar den därför som livskraftig (LC).